# Окоги, Энтони Олубунми
Энтони Олубунми Окоги (англ. Anthony Olubunmi Okogie; род. 16 июня 1936, Лагос, Колониальная Нигерия) — нигерийский кардинал. Титулярный епископ Маскулы и вспомогательный епископ Ойо с 5 июня 1971 по 13 апреля 1973. Архиепископ Лагоса с 13 апреля 1973 по 25 мая 2012. Кардинал-священник с титулом церкви Беата-Верджине-Мария-дель-Монте-Кармело-а-Мостаччано с 21 октября 2003.